# 康斯坦策·克洛斯特哈尔芬
康斯坦策·克洛斯特哈尔芬（德語：Konstanze Klosterhalfen，1997年2月18日—）是一名参加中跑和5000米赛跑的德国田径运动员。她是2019年世界田径锦标赛5000米项目的铜牌得主。在2020年2月，她以14:30.79的第四快成绩，刷新室内5000米的欧洲纪录。